# Strobilanthes pinetorum
Strobilanthes pinetorum är en akantusväxtart som beskrevs av W. W. Smith. Strobilanthes pinetorum ingår i släktet Strobilanthes och familjen akantusväxter. Inga underarter finns listade i Catalogue of Life.